# Henry Cabot Lodge jr.
Henry Cabot Lodge jr. (5 juli 1902 – 27 februari 1985) was een Amerikaans politicus en diplomaat.

## Biografie
Hij groeide op in Massachusetts. Namens deze staat werd hij in 1936 een afgevaardigde voor de Republikeinse Partij in de Amerikaanse Senaat. In 1944 nam hij ontslag als senator om dienst te doen in het Amerikaanse leger. Hij vocht mee gedurende de laatste fase van de Tweede Wereldoorlog en zwaaide af als luitenant-kolonel. In 1946 werd hij opnieuw gekozen in de Senaat. In 1953 verloor hij zijn senaatszetel tijdens de verkiezingen aan John F. Kennedy. Daarop benoemde president Dwight Eisenhower hem tot ambassadeur bij de Verenigde Naties. Dat zou hij blijven tot 1960.
In dat jaar werd hij namelijk door Richard Nixon gevraagd om zijn running mate te worden bij de presidentsverkiezingen. Nixon en Lodge verloren deze verkiezingen evenwel van Kennedy en Johnson.
Door Kennedy werd Lodge vervolgens benoemd tot ambassadeur in Zuid-Vietnam. In 1964 deed hij zelf een gooi naar de Republikeinse nominatie voor het presidentschap, maar hij verloor – hoewel hij de primaries in New Hampshire verrassend won – uiteindelijk van Barry Goldwater. Vervolgens werd hij door president Johnson opnieuw benoemd tot ambassadeur, wederom in Zuid-Vietnam. Later volgden nog benoemingen tot ambassadeur in West-Duitsland en bij de Heilige Stoel.
Henry Cabot Lodge ligt begraven in Cambridge (Massachusetts).
- Bibliothèque nationale de France: cb12314359m (data)
- Gemeinsame Normdatei: 118728695
- International Standard Name Identifier: 0000 0000 8140 6731
- Library of Congress Control Number: n50039542
- MusicBrainz: 25437626-5332-4aae-973d-dd40d38120e0
- National Archives and Records Administration: 10582766
- Nationale bibliotheek van Australië: 63843381
- Nationale Bibliotheek van Israël: 987007332174505171
- Nederlandse Thesaurus van Auteursnamen: 070680728
- Istituto Centrale per il Catalogo Unico: LO1V331701
- LIBRIS: 405545
- SNAC: w6tz44fx
- Système universitaire de documentation: 032037023
- Biographical Directory of the United States Congress: L000394
- Virtual International Authority File: 61614586
- WorldCat: E39PBJxWRvfRMKJMGqDxrGy68C